# Pierre Werner
Pierre Werner (Saint-André-lez-Lille, 29 dicembre 1913 – Lussemburgo, 24 giugno 2002) è stato un politico lussemburghese.
È stato primo ministro dal 2 marzo 1959 al 15 giugno 1974 e dal 16 luglio 1979 al 20 luglio 1984. Il suo partito di appartenenza era il Partito Popolare Cristiano Sociale.